# Gurabesi
Gurabesi (anche Gura Besi) era un leggendario leader papuano di Biak nella Nuova Guinea occidentale, l'attuale Indonesia, che ebbe un ruolo importante nel legare parte dei papuani al sultanato di Tidore. Si ritiene comunemente che sia fiorito nel XV o all'inizio del XVI secolo, sebbene altre fonti indichino una data successiva. La sua storia simboleggia l'inizio della comunicazione tra la cultura malayo-islamica e quella papuana.
Gurabesi, durante un viaggio verso ovest, finì alla corte del primo sultano di Tidore nelle Molucche settentrionali, Jamaluddin, che regnò dal 1495 al 1512. Jamaluddin era a quel tempo impegnato in una battaglia con una flotta da guerra del Principato di Jailolo su Halmahera. Gura Besi aiutò il sultano a sconfiggere la flotta e in cambio ricevette in dono una delle sue figlie, Boki Tabai. Gurabesi fu anche nominato re dell'arcipelago a ovest del Vogelkop, sebbene rimase in debito con il sultano. Gura Besi si stabilì con la principessa Boki Tabai a Waigeo e vi ebbe quattro figli. Dopo la morte di Gura Besi, i figli litigarono tra loro. Si separarono, ognuno si stabilì su una delle isole più grandi e lì si proclamò re. L'arcipelago deve proprio il suo nome olandese al nome Viervorsteneilanden. Raja è indonesiano per re o monarca; ampat è la variante malese locale per empat, la parola indonesiana per il numero quattro. Questo mito, basato in parte su basi storiche, è stato successivamente utilizzato dal presidente indonesiano Sukarno per sottolineare gli stretti legami tra Papua e Indonesia. Il mito fu riutilizzato da Sukarno nel periodo tra il 1948 e il 1962 per comprovare le rivendicazioni indonesiane sulla Nuova Guinea olandese.